# Erugueta de l'ametller
L'erugueta de l'ametller (Aglaope infausta) és una espècie de lepidòpter ditrisi de la família dels zigènids (Zygaenidae), defoliador de rosàcies. És present a Portugal, Espanya, França, nord-oest d'Itàlia, oest d'Alemanya.

## Història natural
El principals hostes son Crataegus monogyna, Prunus spinosa, Amelanchier ovalis, Sorbus aria i fruiters com el cirerer i l'ametller. La defoliació coincideix amb el moment en què brotació, quan les larves abandonen els seus refugis i es nodreixen de gemmes i fulles. Durant la seva joventut mengen únicament una part de la fulla, i només quan la larva ha evolucionat, i si el menjar escasseja, ataquen al revés de la fulla, devorant-la íntegrament excepte els nervis centrals. El seu atac provoca un enrotllament característic en les fulles de les rosàcies i coloració marró.

## Descripció

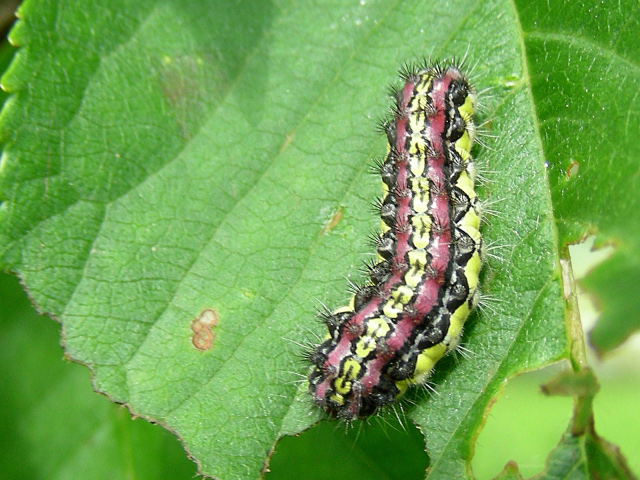
Eruga

L'adult té les ales grises amb una part de roig cap a la base. El tòrax és negre i està travessat per una banda vermella. L'envergadura alar és d'uns 15 mm. L'eruga té el cap retràctil cap dins el protòrax. Al llarg del dors té una banda groga amb taques negres. La pupació normalment comença a principi de juny i té la forma de capoll allargat blanquinós o marró clar.